# Żelazna wdowa
Żelazna wdowa (ang. Iron Widow) – kanadyjska powieść science fantasy klasyfikowana jako young adult napisana przez Xiran Jay Zhao. Została wydana 21 września 2021 nakładem Penguin Teen. Polskie wydanie ukazało się 8 marca 2023 nakładem We need YA w tłumaczeniu Macieja Studenckiego. Powieść to futurystyczna reinterpretacja powstania pierwszej i jedynej cesarzowej Chin Wu Zetian.

## Odbiór
Książka stała się bestsellerem „New York Timesa”, pozostając na liście przez co najmniej 34 tygodnie.

### Nagrody
| Rok  | Nagroda                                         | Kategoria                                           | Wynik     | Źródło |
| ---- | ----------------------------------------------- | --------------------------------------------------- | --------- | ------ |
| 2021 | Nagroda BSFA                                    | Best Book for Younger Readers                       | wygrana   | [ 6 ]  |
| 2021 | Nagroda Andre Norton                            | Nagroda Andre Norton                                | nominacja | [ 7 ]  |
| 2021 | Kitschies                                       | Golden Tentacle (Best Debut Novel)                  | nominacja | [ 8 ]  |
| 2022 | Pacific Northwest Booksellers Association Award | Pacific Northwest Booksellers Association Award     | wygrana   | [ 9 ]  |
| 2022 | Lodestar Award for Best Young Adult Book        | Lodestar Award for Best Young Adult Book            | nominacja | [ 10 ] |
| 2022 | Barnes & Noble Children’s & YA Book Awards      | Young Adult                                         | wygrana   | [ 11 ] |
| 2022 | Nagroda Locusa                                  | Best First Novel                                    | nominacja | [ 12 ] |
| 2022 | Nagroda Locusa                                  | Best Young Adult Novel                              | nominacja | [ 12 ] |
| 2022 | Canadian Children's Book Centre Award           | Arlene Barlin Award for Science Fiction and Fantasy | wygrana   | [ 13 ] |
| 2022 | Canadian Children's Book Centre Award           | Amy Mathers Teen Book Award                         | wygrana   | [ 13 ] |